# はじめての世界で
「はじめての世界で」（はじめてのせかいで）は、1971年12月21日にCBS・ソニーレコード（現：ソニー・ミュージックレーベルズ）から発売されたフォーリーブスの13枚目のシングルである。

## 概要
ロサンゼルス録音。 
A面の原曲はマーヴ・ジョンソンの1959年の曲『You Got What It Takes （心の底から好きだから）』。 前半部分はジャニー喜多川（名義は「北公次」）が手掛けた訳詞による日本語歌唱で、後半部分は英語歌唱。 レコードの歌詞カードと、実際の歌唱の歌詞は一部違っている。 1973年にはアメリカの黒人ファミリーグループのThe Sylversも、マイク・カーブのプロデュースで、『You've Got What It Takes』のタイトルでリリースしている。
B面の原曲はサム・カプーによるハワイ産の人気楽曲『Chotto Matte Kudasai』で、英語歌唱。 「ちょと待て下さい」という独特のタイトル表記は、オリジナル発音に従った表記となっている。 フォーリーブス以外にも、ゴールデンハーフ、小林麻美、ジェミネス、小野階子、ジャック・ヴィアル、リンダ・グリーン、蟇目良、佐川満男など、国内だけでも多数のアーティストによってカバーされている。

## 収録曲
1. はじめての世界で
作詞・作曲:B.Gordy、G.Gordy、R.Davis／日本語詞:北公次／編曲:G.Tage
2. ちょと待て下さい
作詞・作曲:J.Nakashima / L.Garner／編曲:G.Tage